# Autostrada A9 (Niemcy)

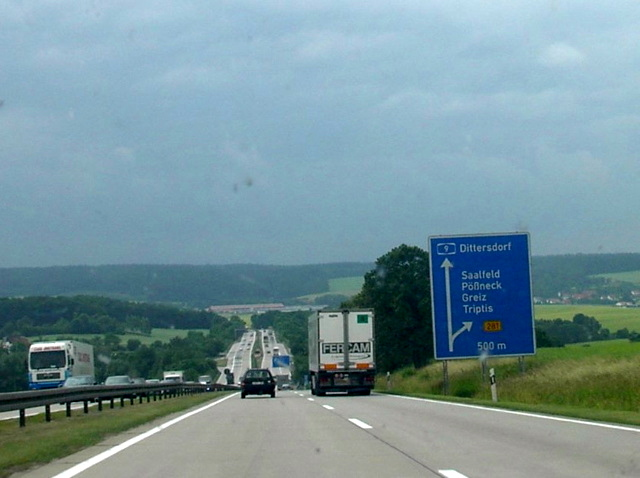
Autostrada A9 w 2003 roku

Autostrada A9 (niem. Bundesautobahn 9 (BAB 9), także niem. Autobahn 9 (A9)) – autostrada federalna w Niemczech łącząca Berlin z Lipskiem, Norymbergą i Monachium.
Autostrada była prestiżowym projektem narodowych socjalistów Niemiec ponieważ łączyła Berlin z Norymbergą i Monachium, dwoma miastami które odegrały ważną rolę w historii NSDAP. Główną część autostrady o długości ponad 500 km otwarto stopniowo w latach 1936–1938, w 1940 otwarto krótki odcinek o długości 4,2 km w Monachium, a w 1941 dodano brakującą drugą jezdnię na krótkim odcinku o długości 3,7 km. Była najdłuższą niemiecką autostradą (około 525 km) otwartą przed przerwaniem prac nad autostradami Rzeszy w 1942, obok nieco krótszej autostrady A2 otwartej w 1936–1940.
W latach zimnej wojny odgrywała ważną rolę jako jedna z trzech autostrad łączących Berlin Zachodni z resztą RFN. Stanowiła także jedną z dróg tranzytowych Niemieckiej Republiki Demokratycznej. Po zjednoczeniu Niemiec w 1990 autostrada, w szczególności jej część w byłej NRD, jest stopniowo przebudowywana do wyższych standardów, w ramach programu DEGES (niem. Deutsche Einheit Fernstraßenplanungs- und -bau GmbH) mającego na celu rozwinięcie infrastruktury drogowej byłego NRD.

## Trasy europejskie
Arteria ma wspólny przebieg z czterema trasami europejskimi – E45, E48, E49 i E51. Do połowy lat 80. jej przebieg był wspólny z drogą międzynarodową E6.

### Obecne
| Trasa europejska | Przebieg                                                        |
| ---------------- | --------------------------------------------------------------- |
| E45              | (51) Kreuz Nürnberg – (72) Kreuz München-Nord                   |
| E48              | (39) Bad Berneck / Himmelkron – (40a) Dreieck Bayreuth/Kulmbach |
| E49              | (15) Schkeuditzer Kreuz – (28) Schleiz                          |
| E51              | (1) Dreieck Potsdam – (53) Kreuz Nürnberg-Ost                   |

### Historyczne
| Trasa europejska | Przebieg |
| ---------------- | --- |
| E6               | Berliner Ring – Dessau – Schkeuditz – Weißenfels – Gera – granica z NRD (przejście graniczne) – Nürnberg – Ingolstadt – München |